# Вилиам Шройф
Легендарен страж на Слован Братислава, записал 39 мача за националния отбор на Чехословакия. Участник на Мондиал'62, където със страхотните си намеси до финалния мач печели приза за вратар на турнира.
В последната среща срещу Бразилия обаче Шройф допуска елементарен гол от малък ъгъл на Амарилдо, а при попадението на Вава, въпреки обичайния си каскет, слънцето го заслепява и той изпуска топката.
За изявите му на четвъртфинала с Унгария, вестник Дейли Експрес пише: „Престолонаследникът не можеше да повярва на очите си, виждайки красивите спасявания на Шройф“.